# Paprikás
El Paprikás (en romanès Papricaș, en català pebre vermell) és una espècie de guisat amb molt de pebre a pebre vermell i sovint amb boletes de farina. És una de les variants més conegudes dels plats tradicionals hongaresos. El nom prové de l’ús generalitzat del pebre vermell, una espècia que s’utilitza habitualment a la cuina hongaresa.
També hi ha una variant del pebre vermell (паприкаш) a la cuina búlgara, però inclou petites quantitats de pebre vermell que s’afegeixen a la ceba picada al principi de la cocció i després s’afegeixen pebrots tallats a daus, generalment verds i dolços.

## Etimologia
La paraula paprikás vol dir "pebre vermell" en hongarès (pronunciat /'pa.pri.kaʃ/).

## Preparació i servei
És similar al goulash, un altre tipus de plat de pebrot. El menjar se serveix tradicionalment amb boletes, arròs o patates.
Els ingredients per fer paprikás consten de 2 potes de pollastre, 1/2 pit de pollastre, 2 cebes, 1 cullerada de pebre vermell, 2 grans d'all, 2 cullerades de farina, 3 cullerades de crema agra, 2 cullerades d'oli, sal i pebre. Si s'hi vol fer boletes calen 2 ous, 2 cullerades d’oli, 200 grams de farina i sal.
En oli calent, es posa la ceba ben picada, després la carn i es deixa fregir. S'hi espolsa una mica de sal, pebre i pebre vermell, s'hi afegeixen alls tallats a rodanxes i finalment es tapa amb aigua. Es deixa bullir sota la tapa durant 30 minuts. Després que la carn hagi bullit, s'hi ha d'afegir la nata barrejada amb la farina i fina amb una mica d’aigua. Es deixa bullir durant 3 minuts més.
Per a les boletes, s'han de batre els ous amb sal, afegir-hi la farina i l’oli. Cal barrejar-ho bé per obtenir una massa suau. Es fa bullir aigua i després, amb una culleradeta, agafar trossos de la massa i deixar-los bullir en aigua bullent. Quan pugen a la superfície ja estan preparats. S'ha de retirar i col·locar al bol amb la carn i la salsa i deixar-ho al foc 5 minuts més.

## Literatura
A la novel·la Dràcula de Bram Stoker de 1897, Jonathan Harker gaudeix de pebre vermell durant el seu viatge per les muntanyes dels Carpats fins al castell de Dràcula.